# Дагда
Дагда (произношение) (на латвийски: Dagda) е град в източна Латвия, намиращ се в историческата област Латгале и в административния район Краслава. Градът се намира на 267 km от столицата Рига. От 1992 Дагда е със статут на град.